# Mortes em abril de 2008
Mortes em 2008: ← Janeiro – Fevereiro – Março – Abril – Maio – Junho – Julho – Agosto – Setembro – Outubro – Novembro – Dezembro →
Esta é uma relação de pessoas notáveis que morreram durante o mês de abril de 2008, listando nome, nacionalidade, ocupação e ano de nascimento.

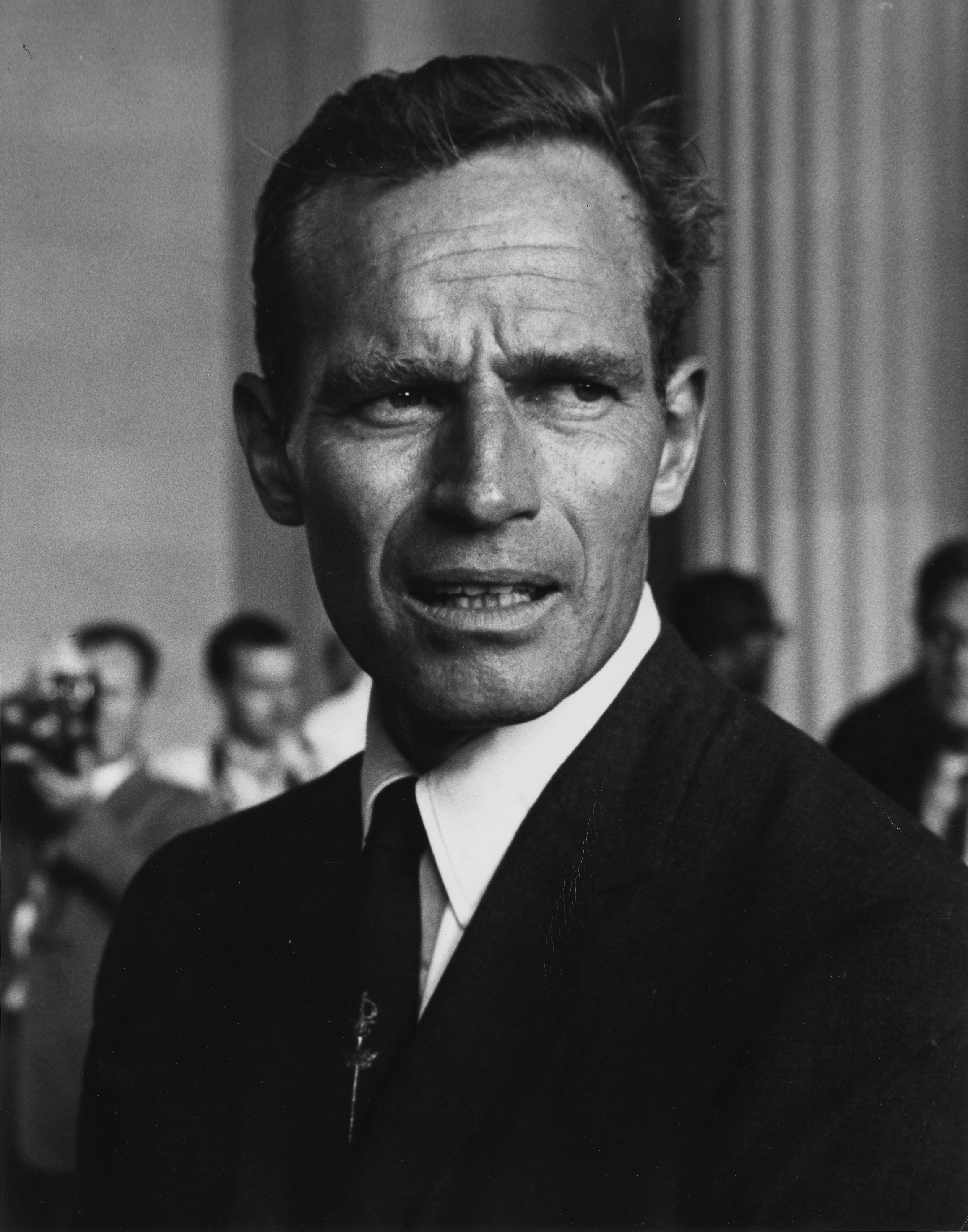
Charlton Heston, ator americano.

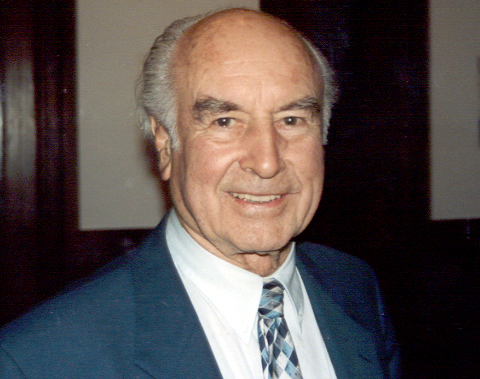
Albert Hofmann, químico suíço.

Canhoto da Paraíba, músico brasileiro.

| Dia | Nome                   | Profissão ou motivo de reconhecimento | Nacionalidade  | Ano de nasc. | Ref    |
| --- | ---------------------- | ------------------------------------- | -------------- | ------------ | ------ |
| 1   | Marcos Dias            | Treinador de futebol                  | Brasil         | 1964         | [ 1 ]  |
| 2   | Norberto Collado       | Militar                               | Cuba           | 1921         | [ 2 ]  |
| 2   | Yakup Satar            | Soldado                               | Turquia        | 1898         | [ 3 ]  |
| 4   | Wu Xueqian             | Ministro                              | China          | 1921         | [ 4 ]  |
| 5   | Charlton Heston        | Ator                                  | Estados Unidos | 1923         | [ 5 ]  |
| 8   | Stanley Kamel          | Ator                                  | Estados Unidos | 1943         | [ 6 ]  |
| 9   | Flora Pereira          | Fadista                               | Portugal       | 1929         | [ 7 ]  |
| 9   | Daniela Klemenschits   | Tenista                               | Áustria        | 1982         | [ 8 ]  |
| 12  | Patrick Hillery        | Político                              | Irlanda        | 1923         | [ 9 ]  |
| 13  | Eduardo Martins        | Jornalista                            | Brasil         | 1940         | [ 10 ] |
| 13  | John Archibald Wheeler | Físico teórico                        | Estados Unidos | 1911         | [ 11 ] |
| 15  | Renata Fronzi          | Atriz                                 | Brasil         | 1925         | [ 12 ] |
| 16  | Edward Lorenz          | Meteorologista e matemático           | Estados Unidos | 1917         | [ 13 ] |
| 19  | Constant Vanden Stock  | Futebolista e treinador               | Bélgica        | 1914         | [ 14 ] |
| 20  | Adelir de Carli        | Sacerdote e balonista                 | Brasil         | 1967         | [ 15 ] |
| 21  | Carmem Silva           | Atriz                                 | Brasil         | 1916         | [ 16 ] |
| 25  | Canhoto da Paraíba     | Músico                                | Brasil         | 1918         | [ 17 ] |
| 29  | Albert Hofmann         | Químico                               | Suíça          | 1906         | [ 18 ] |